# Adolf Sandberger
Adolf Sandberger (Würzburg, 19 dicembre 1864 – Monaco di Baviera, 14 gennaio 1943) è stato un compositore e musicologo tedesco.

## Biografia
Figlio del geologo Fridolin Sandberger, ha studiato musica dapprima a Würzburg con Max Meyer-Olbersleben, poi composizione a Monaco di Baviera, sotto la guida di Joseph Gabriel Rheinberger. Dopo di che si è iscritto al corso universitario di Storia della musica presso l'Università Humboldt di Berlino di Berlino, dove è stato allievo di Philipp Spitta. Ha conseguito il dottorato nel 1887 con una tesi su Peter Cornelius. Durante i suoi studi, è diventato membro dell'AGV di Monaco.
Nel 1892 assunse la carica direttiva della Biblioteca musicale di Monaco (Bayerischen Staatsbibliothek), e due anni dopo il ruolo di insegnante di musicologia alla università locale (Università Ludwig Maximilian di Monaco). Tra i suoi allievi annoveriamo Ludwig Landshoff, Werner Egk, Peter Raabe, Hans von Benda, Eugene Schmitz e Heinrich Strobel.
Fondò la Gesellschaft zur Herausgabe der Denkmäler der Tonkunst (Società per la pubblicazione dei monumenti della musica) e la diresse fino al 1932, pubblicando, tra le altre, le opere di Orlando di Lasso, di Ludwig van Beethoven, di Emmanuel Chabrier e di Peter Cornelius.
Si distinse prevalentemente come autore di importanti studî storici di musicologia e di edizioni critiche di musica antica.
Per quanto riguarda la composizione si è distinto per una buona mole di musica da camera e sinfonica e per l'opera Ludwig der Springer (1895).
Tra le pubblicazioni, si annoverano : E.Chabriers Gwendoline (1892), Peter Cornelius Cid (1893) ed una serie di studi e ricerche stampati in molte riviste e raccolti nel libro Ausgewählte Aufsatze zur Musikgeschichte (1921).

## Opere principali

### Composizioni
- Trio Sonata, in do minore per violino, viola e pianoforte op. 4;
- Waldmorgen, lavoro corale;
- Schauspiel-Ouvertüre;
- Sonata per violino;
- Ludwig der Springer, opera;
- Riccio, ouverture;
- Viola, poema sinfonico;
- Sechs Lieder, per una voce con accompagnamento di pianoforte;
- Trio per piano;
- Königs-Marsch;
- Fünf Lieder und Gesänge, per voce alta con accompagnamento di pianoforte;

### Pubblicazioni
- Peter Cornelius Cid, (1887);
- E.Chabriers Gwendoline, (1892);
- Beiträge zur Geschichte der bayerischen Hofkapelle unter Orlando di Lasso, 2 volumi (1894/95);
- Ausgewählte Aufsätze zur Musikgeschichte, 2 volumi (1921–1924);
- Orlando di Lasso und die geistigen Strömungen seiner Zeit, (1926).